# جوان فان آرك
جوان فان آرك (بالإنجليزية: Joan Van Ark)‏ هي ممثلة أمريكية، ولدت في 16 يونيو 1943 بنيويورك في الولايات المتحدة. من الجوائز التي نالتها جائزة المسرح العالمي سنة 1971.

## أعمال

### مسلسلات
- اسمي إيرل
- المربية
- دالاس

## جوائز وترشيحات
جوائز
- جائزة المسرح العالمي (1971)

ترشيحات
- جائزة توني لأفضل ممثلة بارزة في مسرحية [الإنجليزية]‏ (1971)

## وصلات خارجية
- جوان فان آرك على موقع IMDb (الإنجليزية)
- جوان فان آرك على موقع ألو سيني (الفرنسية)
- جوان فان آرك على موقع أول موفي (الإنجليزية)
- جوان فان آرك على موقع قاعدة بيانات برودواي على الإنترنت (الإنجليزية)
- جوان فان آرك على موقع قاعدة بيانات الأفلام السويدية (السويدية)
- جوان فان آرك على موقع إن إن دي بي (الإنجليزية)
- جوان فان آرك على موقع قاعدة بيانات الفيلم (الإنجليزية)
- جوان فان آرك على موقع كينوبويسك (الروسية)